# Жуковка (приток Москвы)
Жуковка — река в Московской области России, левый приток Москвы-реки. Берёт начало у урочища Терехово (бывшая деревня), впадает в Москву-реку у деревни Гигирево.
Длина — 15 км; площадь бассейна — 37,9 км², по другим данным длина — 12 км, площадь водосбора — 41 км². Равнинного типа. Питание преимущественно снеговое. Замерзает обычно в середине ноября, вскрывается в середине апреля. Река протекает по дремучим смешанным лесам. По Жуковке проходит туристский маршрут. На реке стоят село Локотня, деревня Улитино.